# 酒巻俊雄
酒巻 俊雄（さかまき としお、1931年6月22日 - ）は、日本の法学者、法学博士。専門は商法、会社法。名古屋経済大学大学院法学研究科教授。弁護士（渡部喬一法律事務所所属）。

## 人物・略歴
1931年6月22日、東京都生まれ。
- 1950年3月 麻布高等学校卒業
- 1954年3月 早稲田大学第一法学部卒業
- 1959年4月 早稲田大学法学部助手（星川長七門下）
- 1960年3月 早稲田大学大学院法学研究科博士課程修了
- 1962年4月 早稲田大学法学部専任講師
- 1965年4月 早稲田大学法学部助教授
- 1970年4月 早稲田大学法学部教授
- 1974年6月 法制審議会商法部会幹事
- 1987年1月 司法試験考査委員
- 1990年9月 早稲田大学大学院法学研究科委員長
- 1998年10月 早稲田大学比較法研究所所長
- 2000年
  - 3月 早稲田大学選択定年退職
  - 4月 名古屋経済大学副学長・教授、早稲田大学名誉教授
  - 6月 弁護士登録（第二東京弁護士会）
- 2004年4月 山梨学院大学法科大学院教授、名古屋経済大学客員教授
- 2007年
  - 3月 山梨学院大学退職
  - 4月 名古屋経済大学大学院法学研究科教授

## 著書
単著
- 『取締役の責任と会社支配』（成文堂、1967年）
- 『閉鎖的会社の法理と立法』（日本評論社、1973年）
- 『会社法改正の論理と課題』（中央経済社、1982年）
- 『大小会社の区分立法』（学陽書房、1986年）
- 『改正会社法の理論と実務』（ぎょうせい、1991年）

共著
- 『商法と税法』（中央経済社、1966年）- 新井隆一
- 『平成5年改正商法による監査役監査・代表起訴』（中央経済社、1993年）- 藤原祥二
- 『テキストブック商法総則・商行為法』（有斐閣、1993年）[1]
- 『テキストブック会社法 第5版』（有斐閣、1998年）[2]
- ミロク情報サービス税経システム研究所編『新会社法と中小会社の実務対応』（中央経済社、2005年）[3]

### 編書
単編著
- 『重要判例解説 手形・小切手法』（学陽書房、1985年）
- 『重要判例解説 会社法 新版』（学陽書房、1995年）

共編著
- 『商品取引の判例と紛議処理』（同文館、1976年）- 吉井溥
- 『金融事故の民事責任』（一粒社、1981年）- 徳本鎮
- 『民事法小辞典』（一粒社、1982年）- 遠藤浩、川井健、竹下守夫、中山和久
- 『手形・小切手法 基本問題セミナー 2』（一粒社、1986年）- 柿崎栄治
- 『改正商法の解説』（税務経理協会、1990年）- 奥島孝康
- 『中村眞澄教授・金沢理教授還暦記念 第1巻 現代企業法の諸相』（成文堂、1990年）- 長濱洋一、奥島孝康
- 『中村眞澄教授・金沢理教授還暦記念 第2巻 現代保険法海商法の諸相』（成文堂、1990年）- 長濱洋一、奥島孝康
- 『会社法 新版 基本問題セミナー 1』（一粒社、1991年）- 柿崎栄治
- 『総則・商行為法 基本問題セミナー 3』（一粒社、1992年）- 柿崎栄治
- 『商行為法』（青林書院、1995年）- 庄子良男
- 『手形法・小切手法』（青林書院、1996年）- 庄子良男
- 『重要論点会社法』（酒井書店、1996年）- 新山雄三、志村治美
- 『長濱洋一教授還暦記念 現代英米会社法の諸相』（成文堂、1996年）- 奥島孝康
- 『保険法・海商法』（青林書院、1997年）- 石山卓磨
- 『みぢかな商法入門』（不磨書房、2000年）- 石山卓磨
- 『中村一彦先生古稀記念 現代企業法の理論と課題』（信山社出版、2002年）- 志村治美
- 『商法総則・商行為法 基本問題セミナー 新版2』（成文堂、2005年）- 栗山徳子
- 『会社法 基本問題セミナー 新版1』（成文堂、2005年）- 尾崎安央
- 『会社法重要判例解説 第3版補正版』（成文堂、2008年）- 尾崎安央
- 『新会社法 改訂版』（青林書院、2008年）- 尾崎安央
- 『逐条解説会社法 第1巻 総則・設立』（中央経済社、2008年）- 龍田節
- 『逐条解説会社法 第2巻 株式1』（中央経済社、2008年）- 龍田節
- 『逐条解説会社法 第3巻 株式2・新株予約権』（中央経済社、2009年）- 龍田節
- 『逐条解説会社法 第4巻 機関1』（中央経済社、2008年）- 龍田節
- 『逐条解説会社法 第5巻 機関2』（中央経済社、2011年）- 龍田節

## 栄典[出典無効]
- 2010年4月 瑞宝中綬章受章[4][要検証 – ノート]